# 牧夫座47
牧夫座47，又名BD+48 2262，HD 133962、SAO 45370、HR 5627，是牧夫座的一颗恒星，视星等为5.57，位于銀經80.95，銀緯56.6，其B1900.0坐标为赤經15h 2m 7.1s，赤緯+48° 56.6′ 14″。